# Queanbeyan
Queanbeyan er en by i New South Wales i Australien. Byen blev grundlagt i 1838 og havde i 2011 en befolkning på 37.991.[kilde mangler]